# ميدان

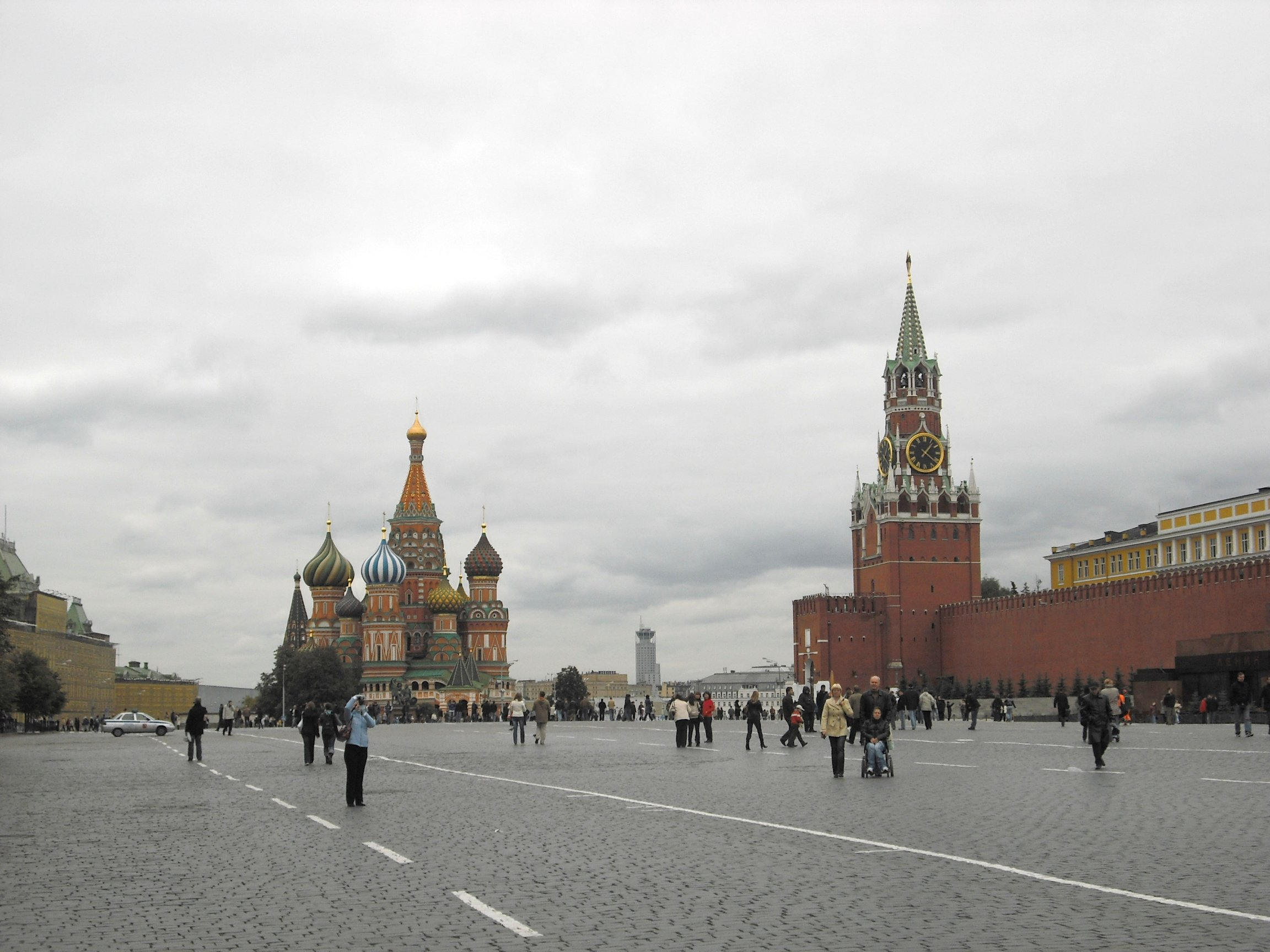
الميدان الأحمر في موسكو العاصمة الروسية

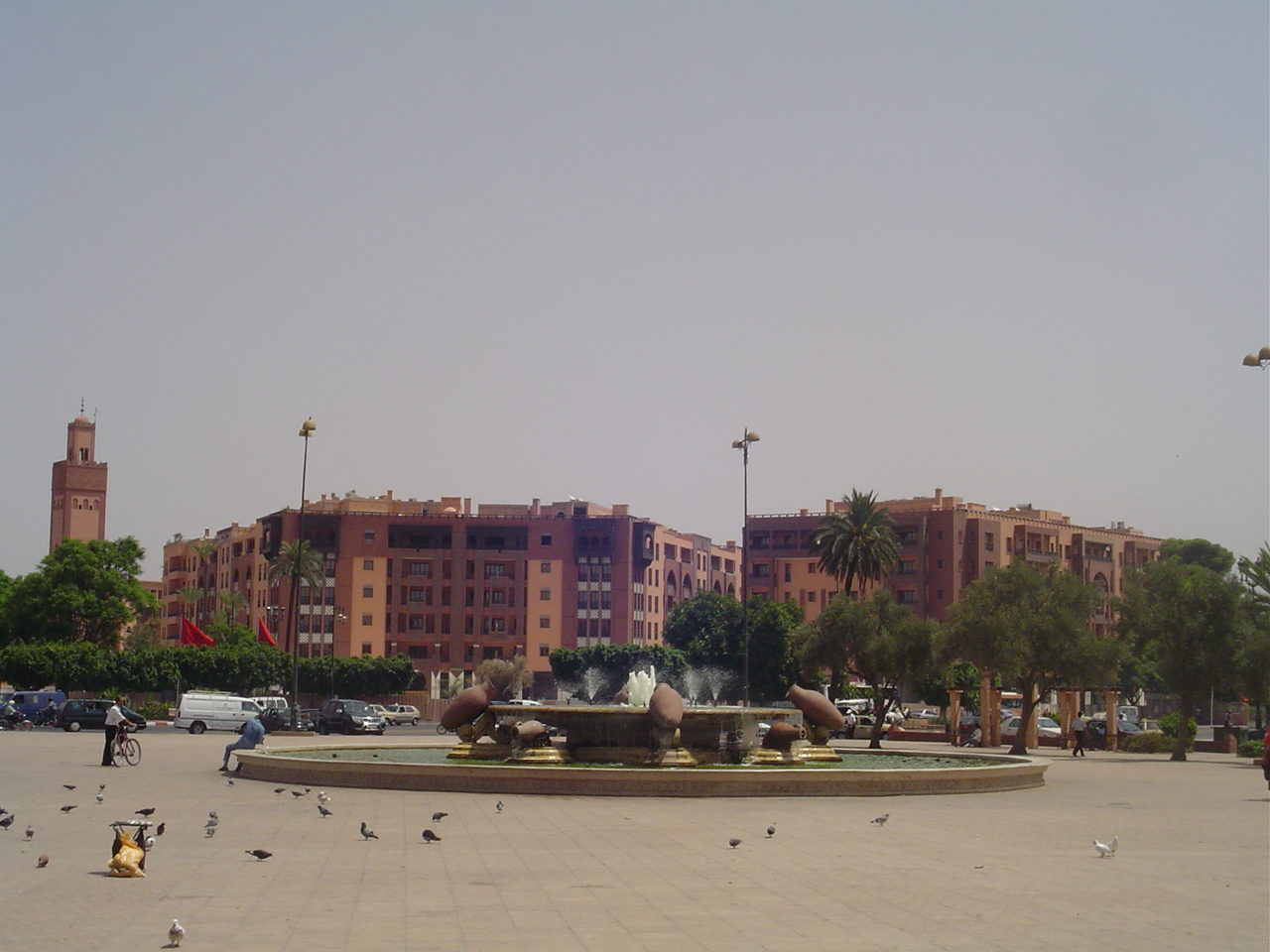
ميدان عام في مدينة مراكش المغربية.

الميدان أو الساحة هو وصف يطلق بالهندسة المعمارية على مكان محدد داخل المدينة أعرض من الطرق التي تنتهي إليها وبحيث أن تكون مُجمع لتلك الطرق.
الساحة تشمل العديد من السمات: هناك ساحات لوقوف السيارات، وساحة السوق، التي تُستعمل لاستيعاب الباعه المتجولين، الساحة الوسطى وغالبا ما تتزامن مع المكان الذي يوجد فيه المباني الرئيسية مثل مقر حكومة المدينة أو تلك الدينية. 
يوجد تشكيلات كثيرة من الساحات التي لا يمكن وصفها وتصنيفها لأن كل ساحة في المدينة لها خصائص مختلفة.
ومع ذلك، فإن أحد الخصائص الأساسية للساحة هي أن:
- تكون موجودة في فضاء مفتوح.
- تكون ميزة للمدينة.
- يحيط بها، عادة، مباني عامة.
- تكون مكان لقاء بين أفراد المجتمع.
- تؤدي وظائف عامة تؤثر على سكان المدينة بشكل إيجابي.

تتوسط المدينة التقليدية وقد تتألف من المنتزهات أو الساحات العامة وتحيط بها الأسواق الصغيرة مثل المخابز ومحلات بيع اللحوم ومتاجر الأغذية ومحلات بيع الملابس.
تكون الميادين غالباً مساحات مفتوحة يمكن إقامة الاحتفالات الموسيقية أو الأسواق المفتوحة فيها، كما يمكن القيام بالاجتماعات والنشاطات السياسية وإحياء المناسبات بها. تحتوي الميادين عادة على نافورة أو تمثال أو نصب تذكاري كبير في منتصفها.

## طالع أيضًا
- دوار مروري.